# Vaudoncourt (Meuse)
Vaudoncourt település Franciaországban, Meuse megyében. Lakosainak száma 79 fő (2022. január 1.). Vaudoncourt Gouraincourt, Loison, Muzeray, Senon és Spincourt községekkel határos.

## Népesség
A település népessége az elmúlt években az alábbi módon változott:
| Lakosok száma | 72   | 81   | 86   | 89   | 92   | 96   | 90   | 85   | 79   |
|               | 2013 | 2015 | 2016 | 2017 | 2018 | 2019 | 2020 | 2021 | 2022 |